# Glypthaga vicina
Glypthaga vicina är en skalbaggsart som beskrevs av Martins och Maria Helena M. Galileo 1990. Glypthaga vicina ingår i släktet Glypthaga och familjen långhorningar. Inga underarter finns listade i Catalogue of Life.